# Union County (South Dakota)
Das Union County ist ein County im US-amerikanischen Bundesstaat South Dakota. Das U.S. Census Bureau hat bei der Volkszählung 2020 eine Einwohnerzahl von 16.811 ermittelt. Der Sitz der Countyverwaltung (County Seat) ist in Elk Point.

## Geografie
Das County liegt im äußersten Südosten South Dakotas an der Mündung des Big Sioux River in den Missouri. Dabei bildet der Big Sioux River die Grenze zu Iowa und der Missouri die Grenze zu Nebraska.
Das County hat eine Fläche von 1210 km², die sich auf 1193 km² Land- und 17 km² Wasserfläche verteilen.
An das Union County grenzen folgende Nachbarcountys:
|                         | Lincoln County           | Sioux County (Iowa)    |
| Clay County             |                          | Plymouth County (Iowa) |
| Dixon County (Nebraska) | Dakota County (Nebraska) | Woodbury County (Iowa) |

## Geschichte
Das heutige Union County wurde 1862 gegründet. Zuerst wurde es Cole County benannt, nach dem regionalen Abgeordneten Austin Cole. Zwei Jahre später wurde es im Zuge einer Neuorganisierung der Grenzen des Countys in Anbetracht des damals andauernden Sezessionskriegs und zur Unterstützung der Unionsarmee in Union County umbenannt.

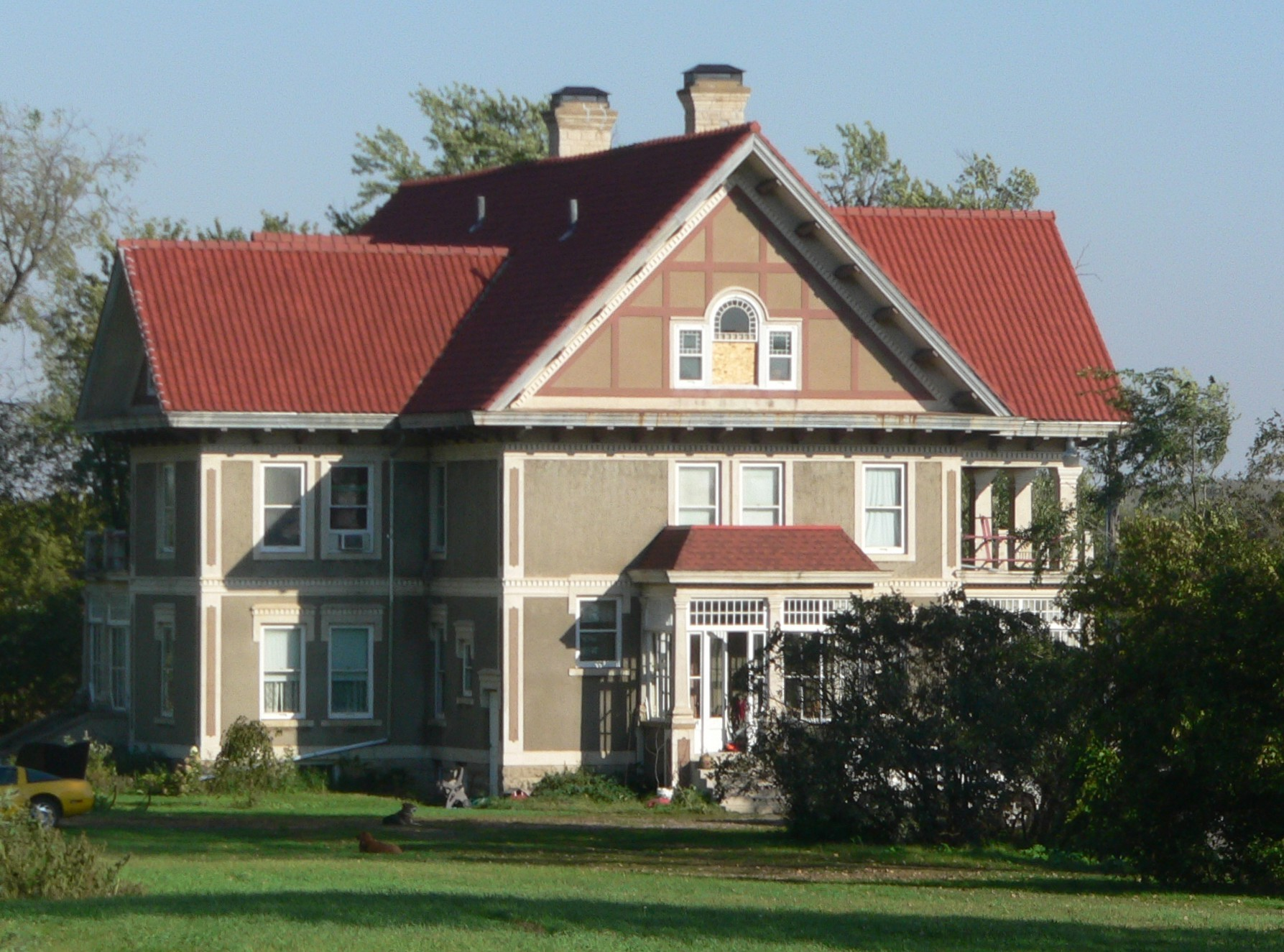
Das Baker House ist einer von 14 Einträgen des Countys im NRHP.

14 Bauwerke und Stätten des Countys sind im National Register of Historic Places (NRHP) eingetragen (Stand 9. August 2018).

## Demografische Daten
Nach der Volkszählung im Jahr 2010 lebten im Union County 14.399 Menschen in 5833 Haushalten. Die Bevölkerungsdichte betrug 12,1 Einwohner pro Quadratkilometer. In den 5833 Haushalten lebten statistisch je 2,41 Personen.
Ethnisch betrachtet setzte sich die Bevölkerung zusammen aus 95,7 Prozent Weißen, 1,1 Prozent Afroamerikanern, 0,6 Prozent amerikanischen Ureinwohnern, 1,2 Prozent Asiaten sowie aus anderen ethnischen Gruppen; 1,4 Prozent stammten von zwei oder mehr Ethnien ab. Unabhängig von der ethnischen Zugehörigkeit waren 2,8 Prozent der Bevölkerung spanischer oder lateinamerikanischer Abstammung.
25,2 Prozent der Bevölkerung waren unter 18 Jahre alt, 60,4 Prozent waren zwischen 18 und 64 und 14,4 Prozent waren 65 Jahre oder älter. 49,6 Prozent der Bevölkerung war weiblich.

Das jährliche Durchschnittseinkommen eines Haushalts lag bei 63.773 USD. Das Pro-Kopf-Einkommen betrug 34.310 USD. 4,9 Prozent der Einwohner lebten unterhalb der Armutsgrenze.

## Ortschaften im Union County
Citys
| - Alcester - Beresford1 - Elk Point | - Jefferson - North Sioux City |

Census-designated places (CDP)
- Dakota Dunes
- Richland

Andere Unincorporated Communities
| - Alsen - Emmet - Junction City | - Nora - Spink |

1 – teilweise im Lincoln County

## Gliederung
Das Union County ist neben den fünf Citys in zwölf Townships und ein Unorganized Territory (UT) unterteilt:
| Township / UT         | Einwohner (2010) | FIPS     |
| --------------------- | ---------------- | -------- |
| Alcester Township     | 274              | 46-00740 |
| Big Sioux Township    | 3259             | 46-05380 |
| Big Springs Township  | 275              | 46-05460 |
| Brule Township        | 242              | 46-07860 |
| Civil Bend Township   | 299              | 46-11980 |
| Elk Point Township    | 261              | 46-18660 |
| Emmet Township        | 214              | 46-19500 |
| Jefferson Township    | 943              | 46-32740 |
| Prairie Township      | 240              | 46-51540 |
| Richland UT           | 198              | 46-54760 |
| Sioux Valley Township | 243              | 46-59140 |
| Spink Township        | 218              | 46-60140 |
| Virginia Township     | 240              | 46-67580 |